# Route nationale 1021
Die Route nationale 1021, kurz N 1021 oder RN 1021 (auch: Rocade Nord), ist eine französische Nationalstraße, die als Umgehungsstraße seit 2004 im Nordwesten von Agen entlangführt. Die Strecke ist mit jeweils einem Fahrstreifen je Fahrtrichtung ausgebaut. Die gebaute Strecke ist derzeit etwas mehr als sieben Kilometer lang.

## Strecke
Die heutige Strecke beginnt im Norden von Agen im Gemeindegebiet von Foulayronnes. Der Kreisel liegt in einem Gewerbegebiet. Die Route départementale verbindet hier die Route nationale 21 mit dem Beginn der N 1021. In westsüdwestlicher Richtung führt die N 1021 dann kreuzungsfrei Richtung Fluss Garonne. Auf dem Gemeindegebiet von Colayrac-Saint-Cirq endet die N 1021 am Kreisverkehr mit der Route nationale 1113 (der Voie sur Berge) und der Route départementale 813.

## Frühere Streckenverläufe
Von 2004 bis 2010 war ein Streckenabschnitt der heutigen N 21 im Südosten von Bergerac als Route nationale 1021 beschildert. Dieser neun Kilometer lange Streckenabschnitt führte am Flughafen von Bergerac entlang, querte dann den Fluss Dordogne und endete dann am Kreisverkehr von Creysse im Industriegebiet.